# サーボモータ
サーボモータ（英: Servomotor）とはサーボ機構において位置、速度等を制御する用途に使用するモーターである。モーターの種類としては、「電動機」、「油圧モーター」など、特定のモーター形式を示すものではない。しかし、現在は、ロボット用途などに使用される「検出器付の電動機」で、フィードバック制御するものが一般的である。

## 構造と機能

### 電動機
サーボモーターとして市販されている電動モーターは、以下の種類がある。
- AC (alternating current) サーボモーター
  - 同期電動機（ブラシレスDCモーター、SM型）
  - 誘導電動機（IM型）
- DC (direct current) サーボモーター
  - ブラシ付DCモーター
- ステッピングモーター（クローズ制御した製品）

### 検出器
サーボモーターの動作をフィードバックするためには、各種検出装置によりモーターの状態を検出する。この検出装置には以下のような種類がある。
位置検出器
- レゾルバ
- インクリメンタルエンコーダ
- アブソリュートエンコーダ
- ポテンショメータ

（インクリメンタルエンコーダのように絶対位置情報を持たない検出装置は、起動時に原点角度に復帰する必要がある。）

速度検出器
- タコジェネレータ

### 制御装置
サーボモーターを制御するためには、サーボアンプ、シーケンサなどの制御装置が必要である。制御装置は位置検出装置から得られた情報により、現在位置信号と目的位置を比較する。そこで差がある場合、モーターを目的位置との差分を減少させる方向に動かす。こうして目的位置との差分は減少していく。この手順が繰り返され、最終的に目的値に到達するか、許容範囲に入るまで続けられる。
また、別の方法としてモーターの位置をデジタル的に記録しておき、目的値までの差分を与えて、目的値に一度に到達する方法もある。

## 適用分野
サーボモーターは製造工場に多く使用される。例えば、工作機械、包装機械や産業用ロボットなどである。サーボモーターは自動車模型、模型飛行機や船舶模型のラジコン用サーボにも見られる。ラジコン用サーボは、いわゆる産業用のサーボモーターとは形態が異なる。しかし、両者ともサーボモーターと呼ばれるため、しばしば混乱を招くこともある。

## ホビー用途

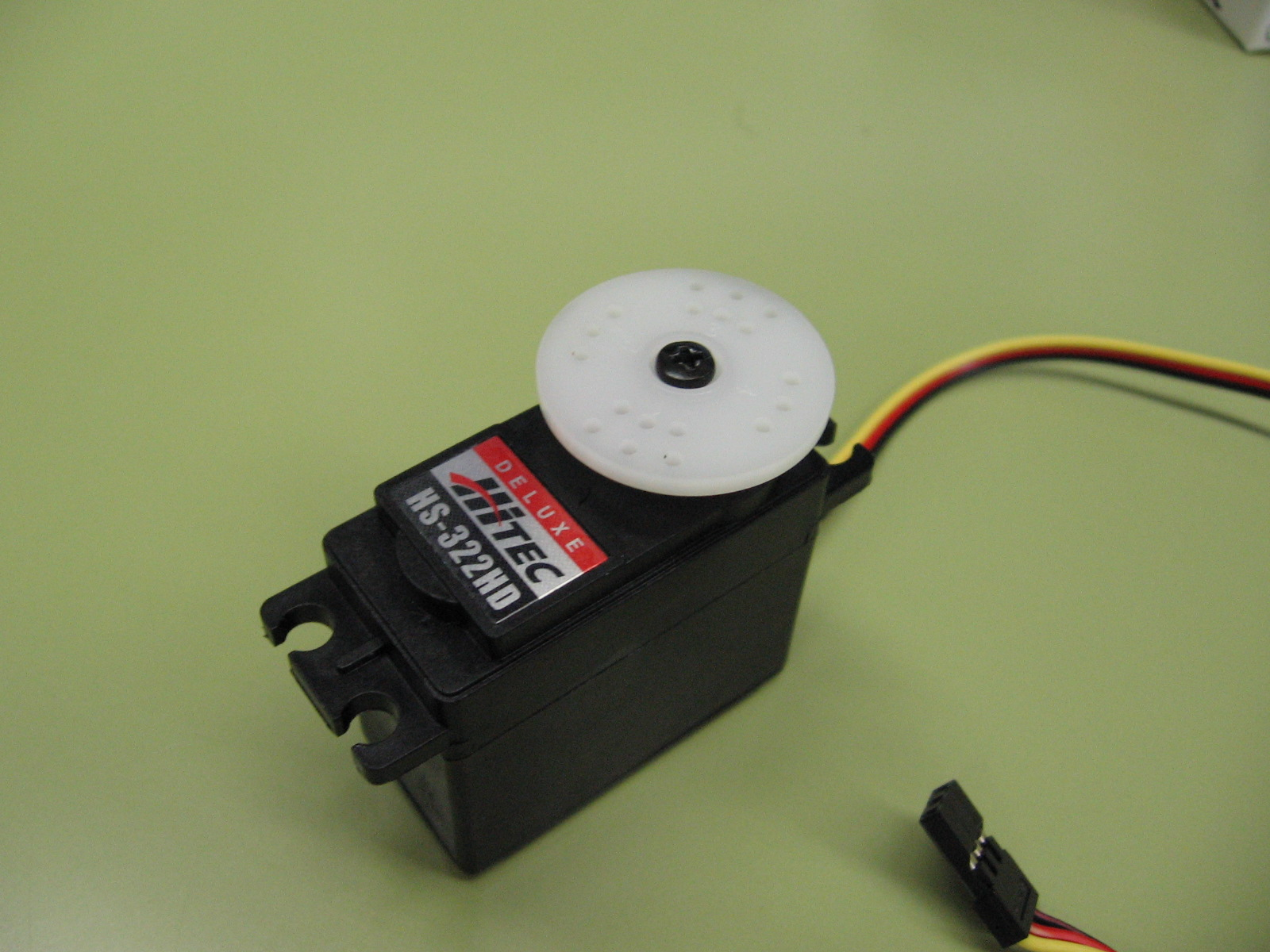
ラジコン用のサーボモーター

ホビー用途で市販されているラジコン用のサーボモーターと言った場合には電気駆動式で制御基板、モーター、ギヤボックスが一体化され防塵ケースに封入された物であることが多い。
インドアプレーン用など重量が数グラムしかない超小型製品の場合は基板やギヤが剥き出しの物もある。
制御信号はPWM信号によって行われることが一般的で、標準規格化はされていないが、事実上は大半のラジコン用サーボモーターで信号が統一されており、メーカーが異なるサーボ同士でも混在使用可能な場合が多い。
近年ではホビーロボット用のアクチュエーターとして使用されるようになり、専用の製品も多数開発されている。

## 産業用ロボット用途
産業用ロボットの分野においては、
ロボットの動作軸を駆動するサーボモーターとしてはACサーボモータが使われる。産業用ロボットの発展過程では油圧、空気圧、DCサーボモータなどが利用されていたことがあるが、小型化が可能、構造が単純で悪環境でも信頼性が高いなどのメリットがあり、ACサーボモータ制御に必要なパワートランジスタなどの半導体製品やサーボ制御技術が進歩した90年代からロボット用に広く使われるようになった。
とのようなメリットがあり、構造が単純で悪環境でも信頼性が高いという点は、ロボットのメンテナンス作業を省力化することに繋がり、小型化が可能という点は、一つのロボットに複数のモーターを搭載できることに繋がるため、自動車工場で使われるような「自動化されたラインで、複数のサーボモーターを内蔵する必要のある産業用ロボット」に用いられることが多い。
近年では、加工精度を高めるため、高精度で応答速度の優れた工作機械、またその高い能力を持った機械を実現することのできるようなサーボモーターが求められており、「センサーやモーターの性能を高めて、デジタル制御の制御の理論限界に迫る」というような取り組みが進められており、国内、国外問わずに多くの企業が開発、改良を行っている。
IoT機能を搭載した新世代のサーボモータは、スマートファクトリーの中核技術として注目されています。これらのモータは、生産ラインの各機器と連携し、リアルタイムでデータを収集・分析することで、生産プロセス全体の最適化を実現していきます。

## サーボモーターの制御
一般的なホビー用サーボモーターは、パルスを受信し、そのデューティ比で回転角を制御する。
パルス幅としては 1ms ～ 2ms になり、
標準的なニュートラルポジションはFutabaサーボは1.52ms、それ以外は1.5msとなる。
ロボット用サーボの場合はメーカー独自の通信方法が用いられている場合がある。
サーボの動作原理からハンチングと呼ばれる現象が発生する事があるが、サーボの保持力を下げる事で改善できる場合がある。

### コマンド方式サーボ
通常のサーボ機構・回路に加えて、状態確認用に電流センサや温度センサを備え、それを伝えるシリアル通信回路を内蔵している。通信にはパケット通信が用いられ、フタバのコマンド方式サーボであれば以下のような書式になる。
```
Header + ID + Flag + Address + Count + Length + Data + Checksum
```

コマンド方式／PWM方式のどちらの信号でも制御できるサーボもあり、電源投入後に送られてくる信号で自動的に決定される。主に研究開発用やホビーロボット用に開発された。

## 主な製造メーカー
- 富士電機システムズ
- ファナック
- 安川電機
- 三菱電機
- LS Mecapion（韓国）
- パナソニック
- オムロン
- 芝浦機械
- 山洋電気
- 多摩川精機
- オリエンタルモーター
- 高性能駆動装置開発
- 日創電機
- エアロテック（米国）

### ホビー用途
- 双葉電子工業
- 三和電子機器
- 近藤科学 - KO PROPO
- 日本遠隔制御 (JR)
- タミヤ
- 京商
- ヴイストン
- TOWER PRO
- ハイテックマルチプレックス
- HPI
- SAVOX